# Ernst Florens Friedrich Chladni
Ernst Florens Friedrich Chladni, nemški fizik, astronom in glasbenik, * 30. november 1756, Wittenberg, Nemčija, † 3. april 1827, Breslau (sedaj Wrocław, Poljska).
Chladni je raziskoval nihajoče plošče in računal hitrost zvoka za različne pline. Zaradi tega ga imajo včasih za »očeta akustike«. Opravil je tudi pionirsko delo pri raziskovanju meteoritov. Leta 1794 je pokazal, da so nezemeljskega izvora.
Po njem se imenuje krater Chladni na Luni in asteroid 5053 Chladni.